# Säuglingsmorde von Leipzig
Die mediale Bezeichnung Säuglingsmorde von Leipzig behandelt einen Kriminalfall, der sich in den 1980er-Jahren in der DDR ereignete.

## Geschichte
Auf der Neugeborenen-Station in der Uni-Frauenklinik in Leipzig starben von Oktober 1985 bis zum Dezember 1987 insgesamt vier Säuglinge jeweils kurz nach der Geburt. Die Volkspolizei untersuchte die Todesfälle zunächst. Da aber auch aus ärztlicher Sicht keinerlei Auffälligkeiten festgestellt wurden, stellte man die Ermittlungen wieder ein. In den Totenscheinen wurde vom diensthabenden Arzt als Todesursache plötzlicher Kindstod attestiert und der jeweilige Leichnam damit zur Bestattung freigegeben.
Erst nachdem ein Neugeborenes im Januar 1988 ähnliche Symptome gezeigt und noch rechtzeitig hatte gerettet werden können, wurde der Chefarzt misstrauisch. Er setzte sich daraufhin mit dem Leiter der Bezirksverwaltung für Staatssicherheit Leipzig in Verbindung und bat ihn darum, sofort neue Ermittlungen aufzunehmen. Es wurde dann vom Ministerium für Staatssicherheit eine Spezialkommission gegründet.
Es stellte sich heraus, dass die Krankenschwester Simona K. (* 1965) jedes Mal genau an jenen Tagen Dienst hatte, als die Neugeborenen starben. Sie wurde im Februar 1988 verhaftet und gestand einen Tag später, die vier Säuglinge jeweils mit Digitoxin, das bei einer gezielten Überdosierung tödlich wirkt, vergiftet zu haben. Als Tatmotiv gab sie an, im Alter von 18 Jahren auf einem Fest vergewaltigt worden zu sein und seit diesem Zeitpunkt einen Hass auf Männer gehabt zu haben. Die Babys habe sie mutwillig getötet, um damit insbesondere den jungen Vätern bzw. Männern großes Leid zuzufügen.

## Verurteilung
Der Prozess fand im Sommer 1988 am Bezirksgericht Leipzig unter Ausschluss der Öffentlichkeit statt. Selbst die Eltern der getöteten Säuglinge durften bei der Verhandlung nicht anwesend sein und mussten sich verpflichten, über das Geschehene absolutes Stillschweigen zu bewahren.
Simona K. wurde am 30. September 1988 wegen Mordes in vier Fällen und versuchten Mordes in einem Fall zu einer lebenslangen Haftstrafe verurteilt. Sie hatte im Prozess keinerlei Reue gezeigt. 
Wo sie ihre Haftstrafe verbüßt hat, ist nicht bekannt. Simona K. wurde im Frühjahr 2009 auf Bewährung aus der Haft entlassen. Im Mai 2010 wurde sie tot in ihrer Wohnung aufgefunden, sie hatte Suizid begangen.

## Medien
In der DDR-Presse wurde der Fall nicht publiziert. Erst nach der Wende erfuhr die breite Bevölkerung durch Pressemitteilungen davon. In den Tageszeitungen schrieb man über den Fall dann verschiedene Artikel, dabei unter anderem oftmals mit der Überschrift Die Säuglingsmorde von Leipzig.